# Taiwan Beer

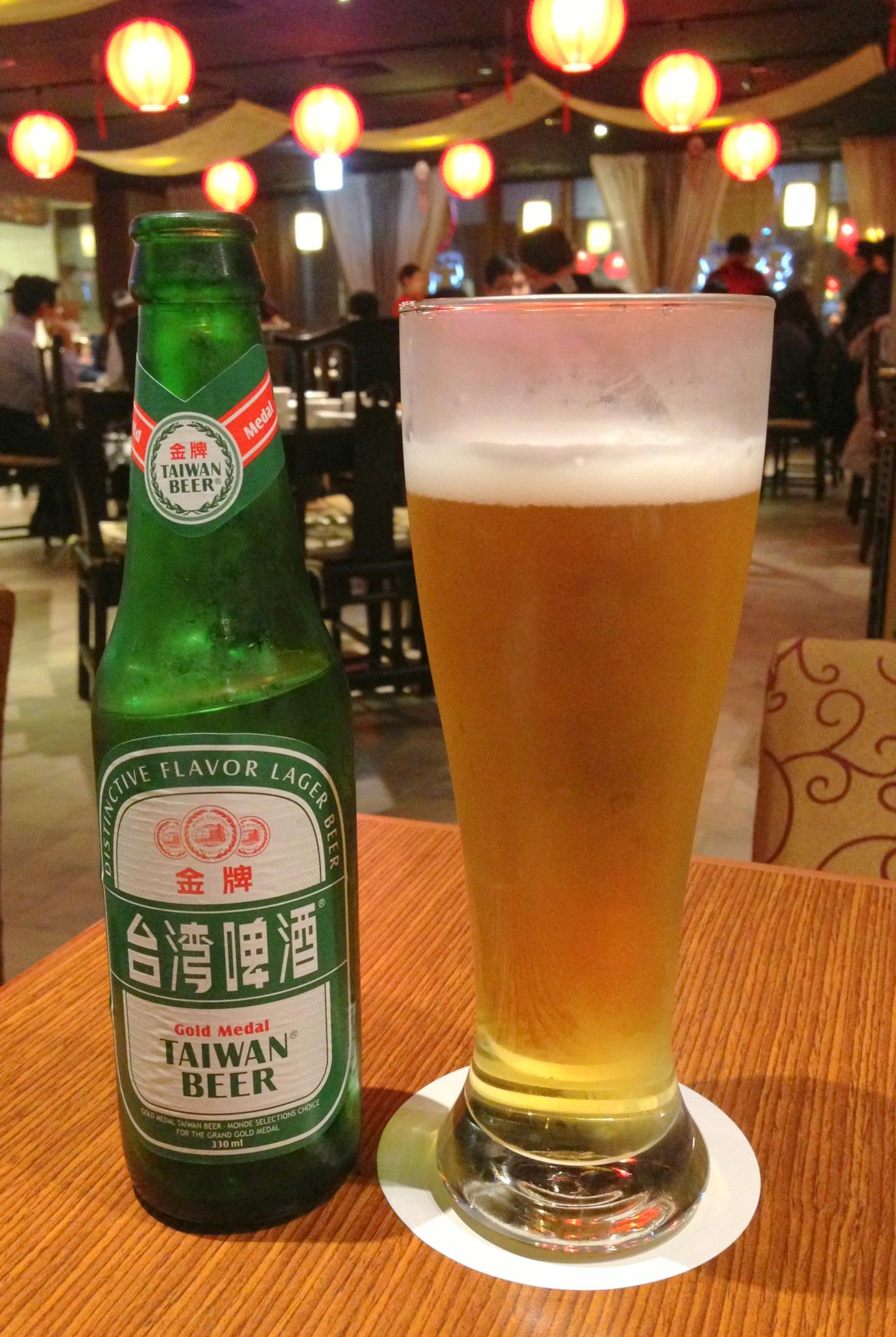
Taiwan Beer

Taiwan Beer (chinesisch 台灣啤酒 / 台湾啤酒, Pinyin Táiwān Píjǐu oder chinesisch 台啤, Pinyin TáiPí) ist ein von der Taiwan Tobacco and Liquor Corporation (früher das Taiwan Tobacco and Wine Monopoly Bureau vor der Privatisierung) gebrautes Bier. Es ist aktuell das beliebteste Bier Taiwans mit einem Marktanteil von fast 80 %. Im Unterschied zu einigen anderen chinesischen Bieren wird es nicht nach dem Deutschen Reinheitsgebot gebraut, da als Zutat neben Gerstenmalz und Hopfen zusätzlich taiwanischer Reis verwendet wird.
Taiwan Beer wurde zum ersten Mal 1920 bei der Fertigstellung der ersten Brauerei in Taipeh gebraut. Nach dem Zweiten Weltkrieg wurde es vom neu gegründeten Tabak- und Weinmonopolamt hergestellt.
Der Biermarke wird nachgesagt, dass sie kaltserviert mit der lokalen taiwanischen Küche am besten mundet. Der Geschmack ist recht herb, was auf das Hinzufügen von Reis während des Fermentierungsprozesses zurückgeführt wird. Taiwan Beer hat mittlerweile einige ausländische Wettbewerbe gewonnen wie zum Beispiel die International Monde Selection 1977 und den International Brewing Industry Award 2002.
Der Beitritt Taiwans (unter dem Namen Separate Customs Territory of Taiwan, Penghu, Kinmen, and Matsu) und der Volksrepublik China in die Welthandelsorganisation im Januar 2002 erlaubte den Export nach Festlandchina. Trotz einiger Bestrebungen, die Marke außerhalb Taiwans zu vermarkten, blieb sie jedoch, bis auf Taiwan und einige taiwanische Gemeinden in Übersee, weiterhin weithin unbekannt.
Im Jahr 2004 kam es zu Auseinandersetzungen um den Namen der Biermarke. Die Volksrepublik China verbot die Einfuhr von Taiwan Beer, da es gesetzlich untersagt sei, Landkreis- oder Regionalnamen für kommerzielle Produkte zu verwenden. Hierbei ignorierten die Behörden jedoch, dass das Bier der Brauerei Tsingtao nach der Hafenstadt Qingdao in der Provinz Shandong benannt war. Dies wurde von vielen Taiwanern als Beleidigung empfunden, was zu Boykotten von Bier der Volksrepublik führte. Bis heute verkauft sich Taiwan Beer in Taiwan besser als jedes Bier vom chinesischen Festland und Ausland.
Taiwan Beer unterhält eine gleichnamige Profimannschaft in der taiwanischen Super Basketball League. Das Team ist auch unter dem Spitznamen „The Brew Crew“ bekannt. Dasselbe gilt für das Baseballteam Taiwan Beer, was in Zusammenarbeit mit der National Taiwan Sport University gegründet wurde.

## Bier Arten und Braustätten
Die meisten Sorten von Taiwan Bier sind bernsteinfarbenen Lagerbiere, die nach dem Vorbild von Pilsner Bier gebraut werden. Taiwan-Bier (台灣啤酒) 5 % Vol, Taiwan Beer Classic (台灣啤酒經典) 4,5 % Vol und
Taiwan Beer Draft, 18 Tage (台灣啤酒 – 生) 5 % Vol. Der Charakter und Geschmack der Biere, wird durch die Zugabe von lokal produziertem Ponlai-Reis zum Malz während des Gärungsprozesses erreicht. Das Bier wird an vier Standorten hergestellt, in der ursprünglichen Jianguo-Brauerei in Taipeh, der Shanhua-Brauerei im Bezirk Shanhua und Tainan, der Wuri-Brauerei im Bezirk Wuri, der Stadt Taichung, und der Zhunan-Brauerei in Zhunan im Landkreis Miaoli.
Die älteste Industrieanlage, in der Taiwan Bier hergestellt wird, ist der der Jianguo-Brauereikomplex in Taipeh, welcher mittlerweile über ein Jahrhundert alt ist. Aufgrund seines historischen und architektonischen Werts wurde er von der Stadtverwaltung von Taipeh zur historischen Stätte erklärt.

## Kultur
Taiwanesisches Bier ist eine nationale Marke, die stark mit der taiwanesischen Kultur identifiziert wird und ein Symbol lokaler Widerstandsfähigkeit und Stolzes ist. Während eines Handelsstreits mit der Volksrepublik China im Dezember 2022 beschrieb der taiwanesische Außenminister Joseph Wu es sogar als „... den großartigen Geschmack der Freiheit“.